# 佐賀県道37号厳木富士線
佐賀県道37号厳木富士線（さがけんどう37ごう きゅうらぎふじせん）は、佐賀県唐津市から佐賀市に至る県道（主要地方道）である。

## 概要
唐津市厳木町牧瀬から佐賀市富士町を結ぶ。

### 路線データ
- 起点：佐賀県唐津市厳木町牧瀬（牧瀬インター入口交差点、国道203号交点、佐賀県道350号相知厳木線終点）
- 終点：佐賀県佐賀市富士町大字古湯（国道323号交点）

## 歴史
- 1993年（平成5年）5月11日 - 建設省から、県道厳木富士線が厳木富士線として主要地方道に指定される[1]。

## 路線状況

### 重複区間
- 佐賀北部広域農道（佐賀市富士町大字市川 地内）
- 佐賀県道290号杉山小城線（佐賀市富士町大字市川 地内）

### 道路施設

#### 橋梁
- 下河原橋（唐津線・厳木川、唐津市）

#### トンネル
起点から
- 広瀬トンネル：延長252 m、1984年（昭和59年）竣工、唐津市
- 西宇土トンネル：延長186 m、1984年（昭和59年）竣工、唐津市
- 古川トンネル：延長188 m、1984年（昭和59年）竣工、唐津市

## 地理

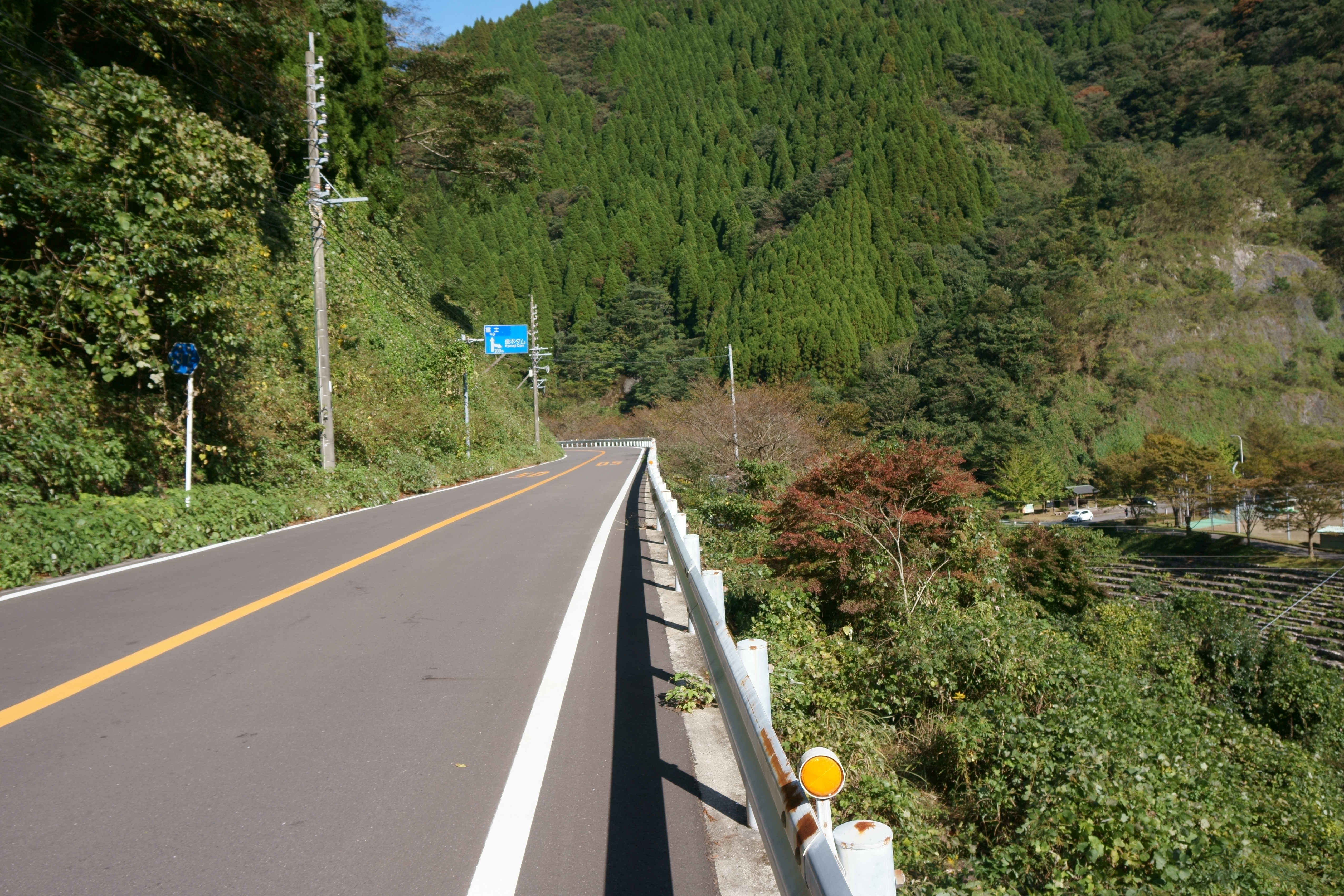
厳木ダム北側（唐津市厳木町広瀬）より天山方面

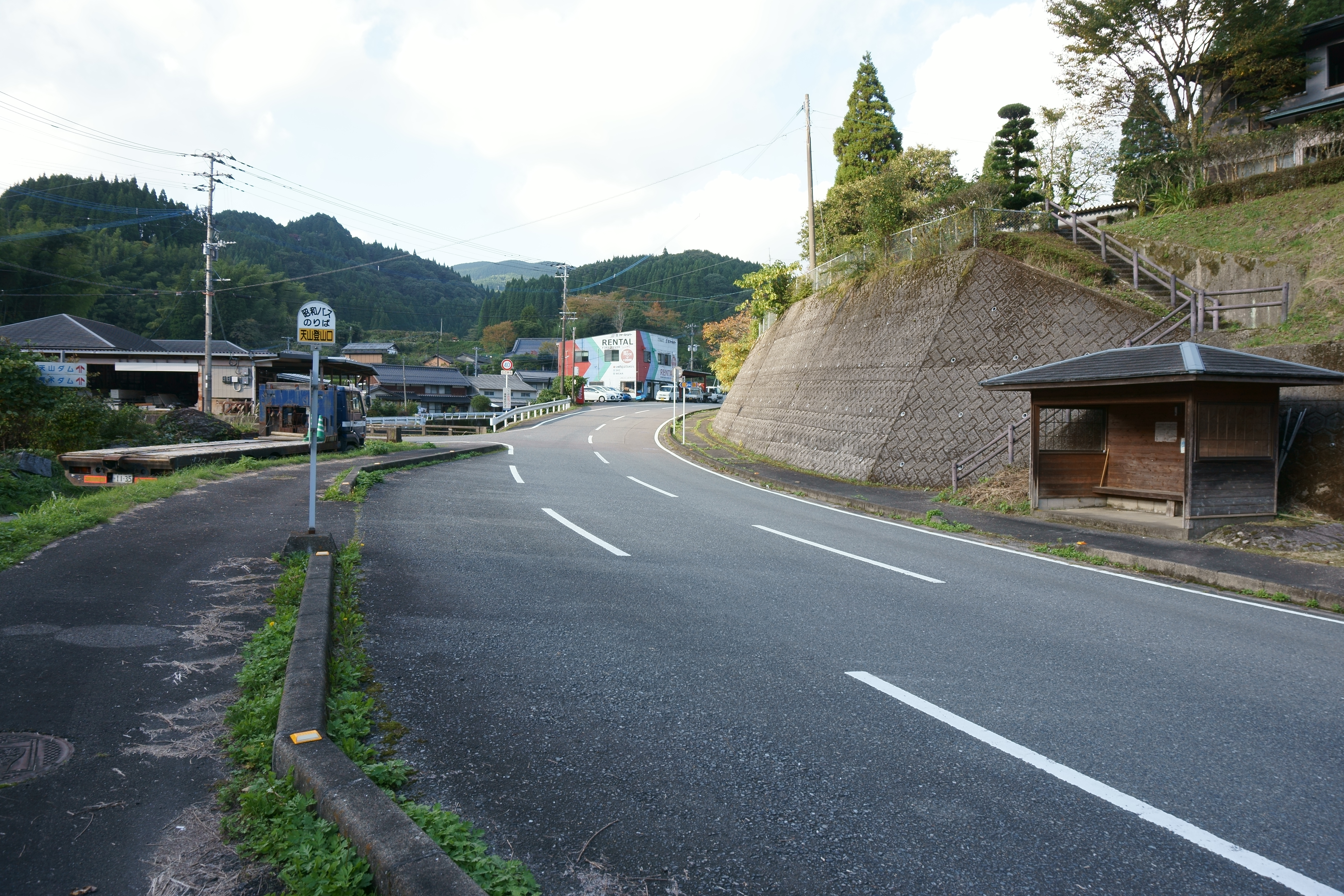
市川集落と天山登山口バス停（佐賀市富士町市川）。
佐賀県道290号杉山小城線の分岐点。

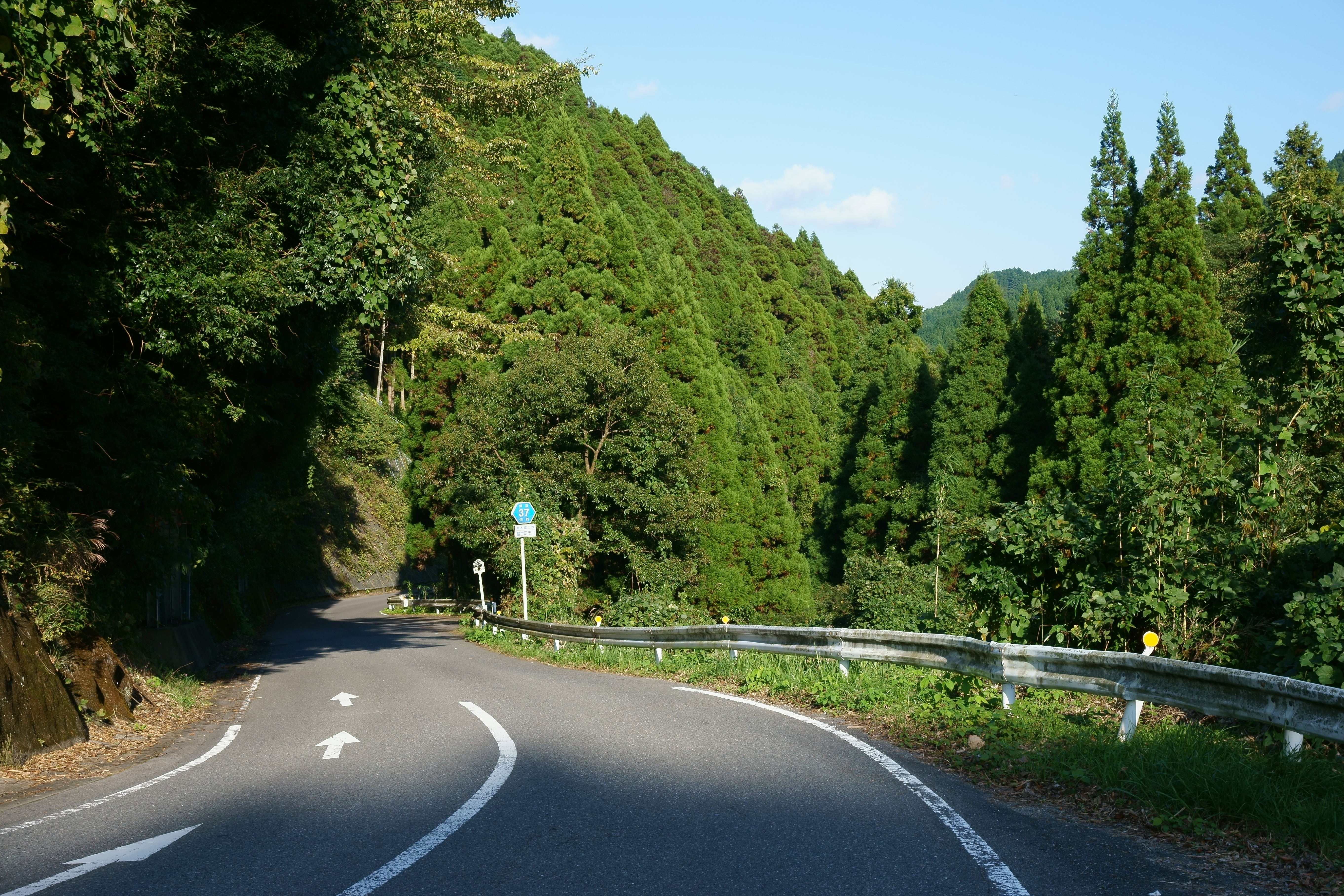
市川入口（佐賀市富士町市川）より古湯方面

### 通過する自治体
- 唐津市
- 佐賀市

### 交差する道路
| 交差する道路                                               | 市町村名 | 交差する場所   | 交差する場所                         |
| ---------------------------------------------------------- | -------- | -------------- | ------------------------------------ |
| 国道203号 国道203号 / 厳木バイパス 佐賀県道350号相知厳木線 | 唐津市   | 厳木町牧瀬     | 牧瀬IC 牧瀬インター入口交差点 / 起点 |
| 佐賀北部広域農道 / 北天グリーンロード 重複区間起点         | 佐賀市   | 富士町大字市川 |                                      |
| 佐賀北部広域農道 / 北天グリーンロード 重複区間終点         | 佐賀市   | 富士町大字市川 |                                      |
| 佐賀県道290号杉山小城線 重複区間起点                       | 佐賀市   | 富士町大字市川 |                                      |
| 佐賀県道290号杉山小城線 重複区間終点                       | 佐賀市   | 富士町大字市川 |                                      |
| 国道323号                                                  | 佐賀市   | 富士町大字古湯 | 終点                                 |

### 交差する鉄道
- 唐津線

### 沿線
- 道の駅厳木（起点付近）
- 厳木ダム
- 古湯温泉（終点付近）